# Pokolj u Kopijarima
Pokolj u Kopijarima bio je ratni zločin kojeg su počinili pripadnici Armije BiH-a 18. listopada 1993. u Kopijarima (Bosna i Hercegovina) kada su ubili šestero hrvatskih civila i nepoznati broj zarobljenih pripadnika HVO-a, tijekom Bošnjačko-hrvatskog sukoba.
Početkom jeseni bošnjačko-hrvataki sukob proširio se na i na ovaj prostor. Taktikom spaljene zemlje i zastrašivanja pučanstva ritualnim ubojstvima poslužili su se i ovdje. Opći napad na varešku općinu postrojbe Armije BiH poduzele su 18. listopada 1993. iz pravca Breze, Visokoga, Kaknja i Zenice. Pala je u napadu važna kota Liješnica. Kopijari su bili pod nadzorom brigade HVO Bobovac Vareš. 18. listopada 1993. snage tzv. ARBIH napale su selo Kopijare te izgnali 150 Hrvata. Selo su potpuno opljačkale i spalile. Pri tome su ritualno masakrirali šestoro civila Hrvata. Jedan od ubijenih civila bio je mali dječak. Poginulo je i više vojnika HVO-a. Na koti Liješnici u blizini sela, muslimanska vojska je počinila ratni zločin svirepim mučenjem i ritualnim ubijanjem, nepoznatog broja zarobljenih pripadnika HVO-a. Selo su zauzeli 19. listopada. Radi prikrivanja stravičnog ritualnog ubijanja, zapovjednik napadne postrojbe ARBIH nije dopustio da se tijela ubijenih vojnika HVO izvuče i dostojno pokopa. UN-ovi vojni promatrači izvijestili su da je UNPROFOR-ovom vodu bilo spriječeno ući u Kopijare. Vojni promatrači UN-a izvijestili su da je ARBIH spriječila i UNPROFOR ući u selo. Tri tjedna poslije snage tzv. ARBIH izvršile su masovni ratni zločin u selu Borovici. Etničko čišćenje od Hrvata i masovni zločini nad njima prošli su su bez odjeka u svjetskoj javnosti i svjetskim medijima. Muslimanskim generalima nije se sudilo po zapovjednoj odgovornosti, niti je itko pozivao na odgovornost bošnjačko-muslimanske političare. Hrvatske snage napravile su odmazdu tjedan dana poslije napavši vojni cilj u Stupnom Dolu. Bošnjački predsjednik koji je nezakonito bio na položaju predsjednika BiH pravdao je zločin u Kopijarima događajem iz budućnosti, pokoljem u Stupnom Dolu koji se zbio tjedan poslije i koji nije bio dio vojne akcije, nego samovoljna akcija izdvojene skupine upletene u lanac krijumčarenja.